# Flor Amargo
Emma Mayté Carballo Hernández, a quien se conoce como Flor Amargo (Asunción Nochixtlán, Oaxaca, 25 de febrero de 1986), es una persona profesional del canto y la composición; también es arreglista, pianista y multiinstrumentista mexicana que da conciertos en las calles de la Ciudad de México, en el metro y diferentes lugares públicos, haciendo con su propuesta musical lo que denomina como catartic pop, combina sonidos y ritmos de pop, cumbia, piano clásico o música folclore. En diciembre de 2022 declaró que se identificaba con el género no binario.

## Trayectoria

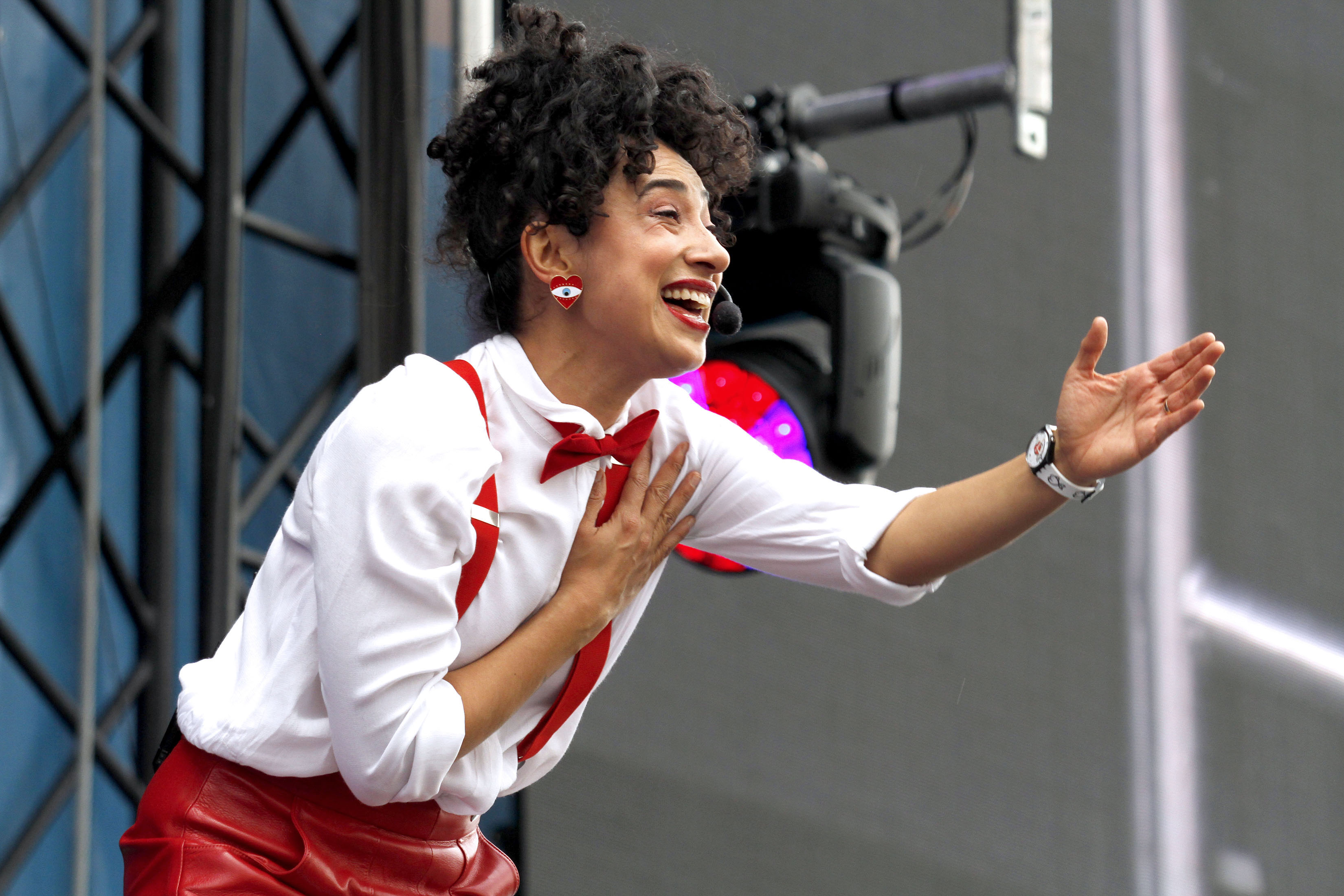
Participación de Flor Amargo en el concierto Diversas formas de amar. AmorES sin violencia, en el Zócalo de la Ciudad de México.

Flor Amargo comenzó a componer a los 12 años. Estudió en el Conservatorio Nacional de Música (México), y posteriormente realizó estudios musicales en Italia. Se presenta en lugares públicos de la Ciudad de México con lo cual ha generado fama en internet. Participó en dos ediciones de La voz México, la primera ocasión bajo su nombre real y la segunda vez bajo artísticamente como Flor Amargo. En su primera aparición en el reality, eligió como a su "coach" al cantante español Alejandro Sanz, a quien lo recuerda por las duras palabras que le dirigió, siendo eliminada esa misma ocasión.En la segunda ocasión con el equipo Yuri, en la sexta edición del concurso. Participó en el Vive Latino el 15 de marzo de 2020.
En diciembre de 2022 declaró que se identificaba con el género no binario y trans, a través de una canción, en la que decía: "Explico con un piano mi género trans, es decir no binarie. Haz de tu vida una sonata de mil géneros".

## Discografía

### Álbumes
- Carrusel (2010)
- Espejo Cristal Vol. 1
- Tu y yo "Todos Somos Flor Amargo" (2017)
- Sin maquillaje (2019)

### EP
- Bau Bau Ciudad

### Sencillos
- Rockabilly Navidad (2016)
- Maldito corazón (2016)
- Paranoica
- Me siento bien
- Nunca más
- Cama y mesa
- Sandunga
- El mión
- La llorona
- Urge

## Premios y nominaciones
- En 2016 obtuvo una nominación a los premios IMAS a la categoría Música independiente como Mejor disco alternativo.
- El videoclip del tema «Carrusel» ganó el premio Pantalla de Cristal como mejor video en el año 2011.[13]
- Estuvo en el Top 10 en los 40 principales con el tema «Carrusel».